# Cupid Carries a Gun
«Cupid Carries a Gun» — другий промо-сингл з дев'ятого студійного альбому американського рок-гурту Marilyn Manson The Pale Emperor.

## Передісторія та запис
Текст «Cupid Carries a Gun» був першим, написаним Менсоном для The Pale Emperor, хоча сама пісня й стала останнім записаним треком. Пісню спродюсовано й написано у співавторстві з композитором Тайлером Бейтсом, який мав розпочати роботу над музикою до американського телесеріалу «Салем» невдовзі після завершення The Pale Emperor. «Cupid Carries a Gun» ще був у зародковій стадії, коли Бейтс узявся за саундтрек. За словами Тейлора, пісня «одразу спала на думку» під час перегляду опенінґу шоу. Програвши його Менсону, обоє закінчили фінальну версію треку за одну ніч. Наступного дня Бейтс продемонстрував результат одному з продюсерів серіалу, Бреннону Бразі, який сказав, що пісня ідеально підходить «Салему».

## Реліз

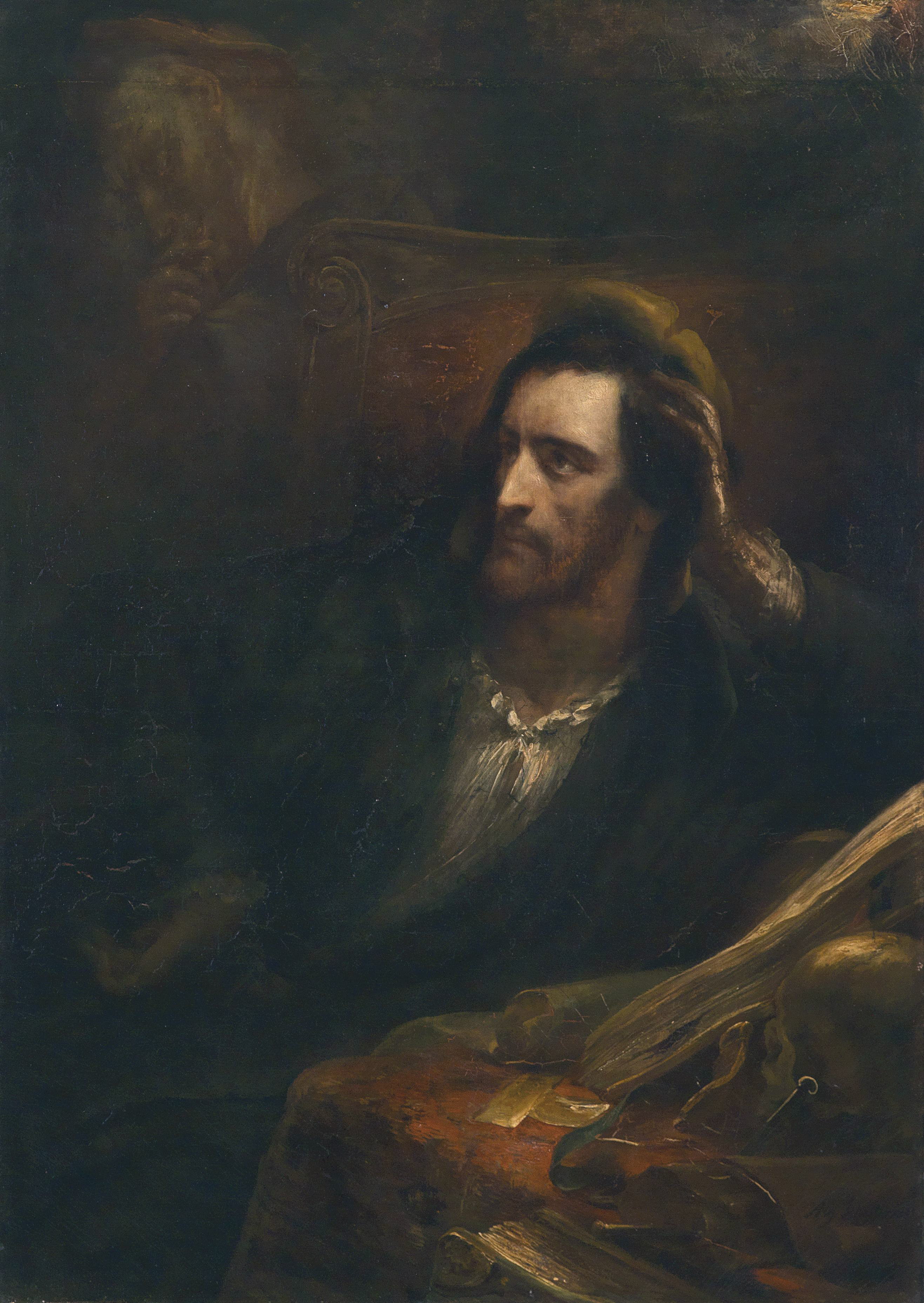
Faust in seiner Studierstube

51-секундний уривок треку вперше почули як тему «Салему», прем'єра якого відбулася на американському телебаченні 27 квітня 2014, ставши кінокомпозиторським дебютом Менсона. Окремок з'явився на сервісах стрімінґу й цифрової дистриб'юції 7 січня 2015. Того ж дня на Vevo-канал гурту завантажили промо-відео з аудіо пісні. Обкладинку синглу зробив фотограф Ніколас Коуп, під впливом картини Faust in seiner Studierstude Арі Шеффера (1831).

## Структура й стиль
«Cupid Carries a Gun» — блюз-рокова пісня середнього темпу тривалістю в 4 хв 59 с. Трек починається «примарною» електричною гітарою, фортепіано та блюзовою акустичною гітарою, Менсон в інтро вживає словосполучення «witch drums» (укр. «відьомські барабани»). Текст містить й інші покликання на чаклунство, зокрема використання змій, павуків та очей чорного ворона. Назву туру на підтримку The Pale Emperor, The Hell Not Hallelujah Tour, узято з тексту «Cupid Carries a Gun».
За інформацією Ultimate Guitar, пісню написано в чотиридольному розмірі з помірно швидким темпом у 120 ударів на хвилину. Трек має основну секвенцію Em–D–Cm7–Bsus4–Bsus4/G–Bsus4/F# у куплеті, в той час як приспів має E-G-D-А-Е-G.

## Список пісень
Цифровий сингл
1. «Cupid Carries a Gun» — 4:59

## Історія виходу
| Реґіон | Дата         | Формат               | Лейбл                 |
| ------ | ------------ | -------------------- | --------------------- |
| Світ   | 7 січня 2015 | Стримінґ             | Loma Vista Recordings |
| Світ   | 7 січня 2015 | Цифрове завантаження | Loma Vista Recordings |

## Чартові позиції
| Чарт (2015)     | Найвища позиція |
| --------------- | --------------- |
| Болгарія (IFPI) | 37              |